# Harmonia antipoda
Harmonia antipoda (cunoscută și ca buburuza de antipozi) este o specie de buburuză aparținând familiei Coccinellidae originară din Noua Zeelandă.  Se poate găsi în pădurile din Insula de Nord: au fost găsite adesea pe copacii rimu (Dacrydium cupressinum) morți, și sub frunze dar și sub scoarța sa.  Culoarea speciei este maronie, iar lungimea atinge 3 mm.  Altă speciei (nenativă) din același gen (Harmonia conformis) se găsește de asemenea în Noua Zeelandă, dar este mult mai mare și mai atractiv colorată. 